# Stornäbbad lärka
Stornäbbad lärka (Galerida magnirostris) är en fågel i familjen lärkor inom ordningen tättingar.

## Utseende och läte
Stornäbbad lärka är en stor och knubbig lärka med kraftig näbb. Bröstet är tätt streckat och på huvudet syns en liten tofs som ibland är rest. Näbben är gul vid roten. Den melodiskt flöjtande sången är karakteristisk, "tsilo-teelo-teelo-trip" eller liknande.

## Utbredning och systematik
Stornäbbad lärka förekommer i södra Afrika. Den delas in i tre underarter med följande utbredning:
- Galerida magnirostris sedentaria – sydvästra Namibia och västra Sydafrika (österut till Griqualand West)
- Galerida magnirostris magnirostris – sydvästra Sydafrika
- Galerida magnirostris harei – gräsmarker i västra Sydafrika och Lesotho

Stornäbbad lärka är systerart till sollärkan. Tillsammans utgör de en systergrupp till resten av släktet Galerida.

## Levnadssätt
Stornäbbad lärka hittas i par eller smågrupper i öppna buskmarker, gräsmarker och fält. Där ses den promenera självsäkert, pickande eller grävande efter frön och insekter.

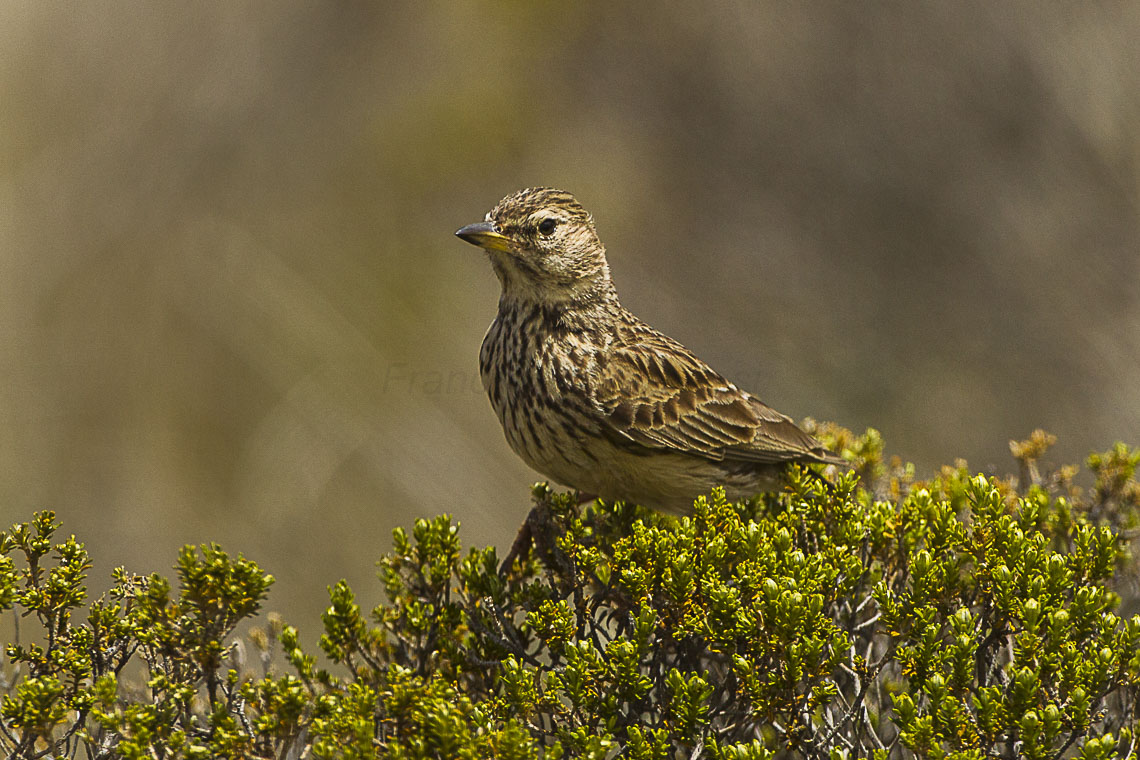

## Status och hot
Arten har ett stort utbredningsområde och tros öka i antal. Internationella naturvårdsunionen IUCN listar den därför som livskraftig (LC).